# Sojombo (symbol)

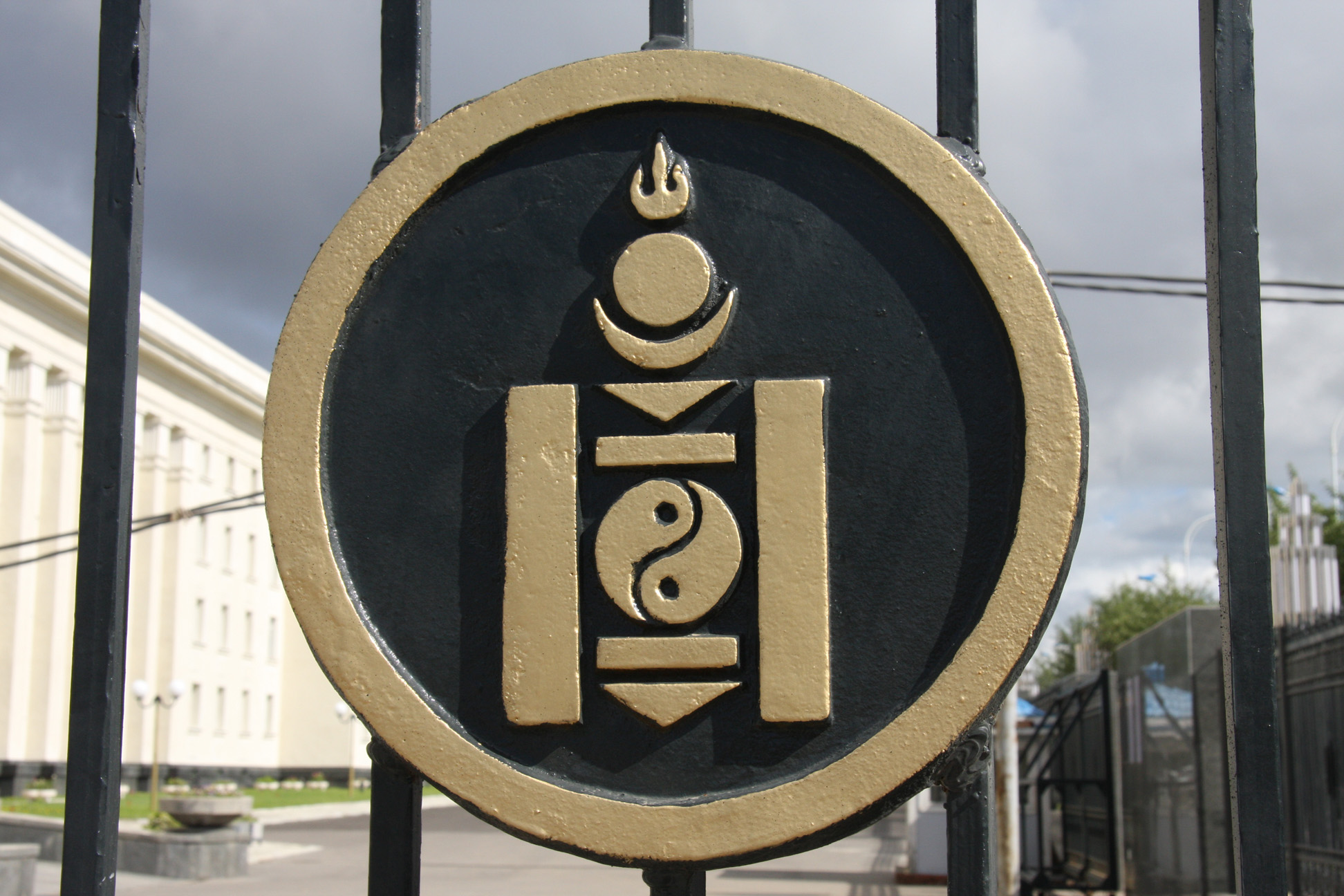
Symbol Sojombo na bramie Pałacu Rządowego w Ułan Bator

Symbol Sojombo (/sɔɪəmboʊ/; mong. Соёмбо,ᠰᠣᠶᠤᠮᠪᠤ [ˈsʰɔjɞ̆mpɜ]) - znak specjalny w alfabecie sojombo wynaleziony przez Zanabazara w 1686 roku. Nazwa „Sojombo” pochodzi z sanskrytu: słowo svayambhu oznacza „stworzone przez siebie”. Znak jest symbolem narodowym Mongolii, można go znaleźć na fladze Mongolii, w godle Mongolii i wielu innych oficjalnych dokumentach.
W alfabecie Sojombo dwie odmiany symbolu Sojombo są używane do oznaczenia początku i końca tekstu.

## Symbolizm
Sojombo ma dziesięć elementów w kolumnowym układzie abstrakcyjnych i geometrycznych symboli i wzorów. Są to ogień, słońce, półksiężyc, dwa trójkąty, dwa poziome prostokąty, Taijitu (yin i yang) oraz dwa pionowe prostokąty. Elementom symbolu nadano następujące znaczenie (od góry):
- Ogień jest ogólnym symbolem wiecznego wzrostu, bogactwa i sukcesu. Trzy języki płomienia reprezentują przeszłość, teraźniejszość i przyszłość.
- Słońce (●) i księżyc () symbolizują wieczne istnienie narodu mongolskiego jako wieczne błękitne niebo. Mongolski symbol słońca, półksiężyca i ognia wywodzący się z Xiongnu.
- Dwa trójkąty (▼) odnoszą się do grotu strzały lub włóczni. Skierowane są w dół, aby głosić klęskę wrogów wewnętrznych i zewnętrznych.
- Dwa poziome prostokąty (▬) zapewniają stabilność okrągłego kształtu. Prostokątny kształt reprezentuje uczciwość i sprawiedliwość mieszkańców Mongolii, niezależnie od tego, czy stoją na szczycie, czy na dole społeczeństwa.
- Symbol Taijitu (☯) ilustruje wzajemne uzupełnianie się mężczyzny i kobiety. Jest interpretowany jako dwie ryby, symbolizujące czujność, ponieważ ryby nigdy nie zamykają oczu.
- Dwa pionowe prostokąty (▮) można interpretować jako mury fortu. Reprezentują jedność i siłę, nawiązując do mongolskiego przysłowia: „Przyjaźń dwojga jest silniejsza niż kamienne mury”[1].

## Użycie

Dwa warianty symbolu Sojombo

Symbol Sojombo pojawiał się na fladze narodowej Mongolii od czasu jej uzyskania niepodległości w 1911 roku (z wyjątkiem lat 1940-1945). Służył jako godło Mongolii od 1911 do 1940 roku i został ponownie włączony do projektu w 1992 roku. Pojazdy mongolskich sił zbrojnych noszą ten symbol jako oznaczenie. Tablice rejestracyjne w Mongolii również zawierają symbol Sojombo.
Flaga i herb Buriacji, a także flaga Okręgu Agińsko-Buriackiego w Rosji oraz Flaga Wewnętrznej Mongolskiej Partii Ludowej przedstawiają górne elementy symbolu (płomień, słońce i księżyc).

## Unikod
Symbol Sojombo jest dostępny w Unicode jako U+11A9E (alternatywne wersje U+11A9F i U+11AA0); blok znaków sojombo dodano do Unikodu w wersji 10.0 w czerwcu 2017 r.

## Flagi zawierające warianty Sojombo

Flaga Mongolii
Flaga Buriacji
Flaga Agińskiego Okręgu Buriackiego
Flaga Ludowej Partii Mongolii Wewnętrznej